# Bernay-Vilbert
Bernay-Vilbert is een gemeente in het Franse departement Seine-et-Marne (regio Île-de-France) en telt 821 inwoners (2005). De plaats maakt deel uit van het arrondissement Provins.

## Geografie
De oppervlakte van Bernay-Vilbert bedraagt 17,0 km², de bevolkingsdichtheid is 48,3 inwoners per km².
De onderstaande kaart toont de ligging van Bernay-Vilbert met de belangrijkste infrastructuur en aangrenzende gemeenten.

## Demografie
Onderstaande figuur toont het verloop van het inwonertal (bron: INSEE-tellingen).

1. ↑  Populations de référence 2022.